# Стара синагога (Вільнюс)
Стара синагога у Вільнюсі (лит. Vilniaus Didžioji sinagoga, івр. בית הכנסת הישן של וילנה, пол. Stara Synagoga w Wilnie) (також іноді її називають Велика синагога)  — неіснуюча нині головна синагога ортодоксальної єврейської громади в Вільнюсі, побудована в бароково-ренесансному стилі в 1630 — 1633 роках на вул. Єврейській, на місці найстарішої віленської синагоги. ЇЇ спалили нацисти 1944 року під час боїв за Вільнюс. Залишки синагоги знесено в 1955 — 1957 роках. 

## Історія синагоги
Перша дерев'яна синагога була зведена на вул. Єврейській  1573 року. Під час погрому 1592 року її знищили. В 1606 побудували заново. 
1630 року євреї отримали дозвіл на будівництво кам'яної синагоги, за умови що вона не буде вищою від віленських костьолів і не буде виділятися стилем серед інших будівель району. Архітектура будівлі була дуже простою. Зовні будівлю прикрасили пілястрами, вікна були стрілчастими, а дах завершили аттиком, що було характерно для ренесансу. Чотири тосканські колони підтримували внутрішні склепіння, прикрашені геометричними орнаментами. Біма спочатку перебувала біля східної стіни, пізніше її перенесли на середину залу. Арон Га-кодеш був оббитий золотом і сріблом. 
Синагогу кілька разів частково руйнували.  1655 року її спалили російські війська коли зайняли Вільно. 1748 року пожежа знищила частину синагоги, галерею для жінок та біму. В черговий раз синагога постраждала під час повстання Костюшка 1794 року. Існує легенда, згідно з якою Віленський Гаон вночі дістав з Арон Га-кодеша сувій Тори й прочитав її 7 разів. Внаслідок цього російський снаряд, випущений по синагозі, не вибухнув. 
Після повстання Костюшка синагогу було відновлено в стилі класицизму. Верхню галерею доповнили коринфським портиком. Синагога була найважливішим елементом комплексу на Єврейській вулиці. Поруч з нею була бібліотека, яку 1886 року заснував Матес Страшун. У бібліотеці зберігався також архів віленської єврейської громади. 1927 року бібліотека налічувала 19 тисяч одиниць зберігання. Поруч також були чотири приміщення для вивчення Тори. Неподалік знаходились синагоги Гаона та Хевра-Кадіша. Також у комплексі була міква. 
Під час Другої світової війни німці використовували синагогу  як склад для зберігання зерна. У липні 1944 вона згоріла під час боїв за Вільнюс. Дах будівлі був повністю зруйнований, всередині все вигоріло, але стіни залишилися стояти. Однак нова влада Вільнюса не погодилася на відновлення синагоги. 
1953 року був затверджений генеральний план будівництва Вільнюса, який передбачав перебудову старого єврейського району. В 1955 — 1957 роках руїни синагоги прибрали, а на їх місці побудували школу. Тепер на місці синагоги стоїть двоповерхова цегляна будівля, яка отримала адресу: вул.Вокечю, 13а. Там знаходиться початкова школа «Vytės Nemunėlio Pradinė Mokykla». 
1999 року на майданчику, прилеглому до ділянки, де стояла стара синагога, були зняті епізоди фільму «Диявольська арифметика», в тому числі й епізод спалення синагоги. Хоча дія фільму відбувається зовсім не там, місце, обране для зйомок, дуже символічне. 
У 2002 з'явився проект відновлення фрагмента колишнього єврейського кварталу у Вільнюсі, в тому числі Старої синагоги , однак станом на 2014 рік він залишався на папері. 

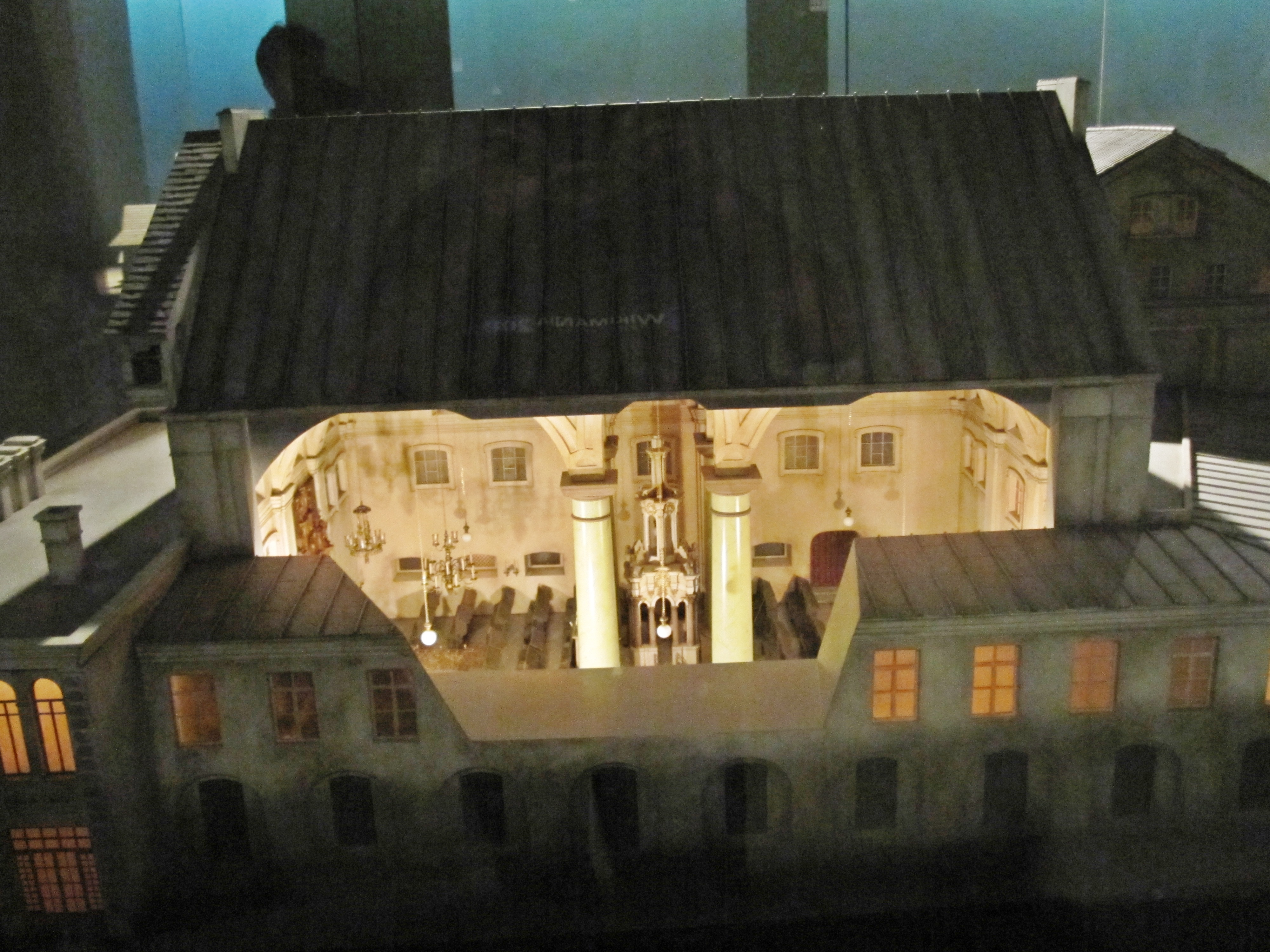
Модель синагоги в музеї Діаспори в Тель-Авіві
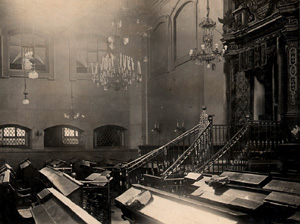
Інтер'єр
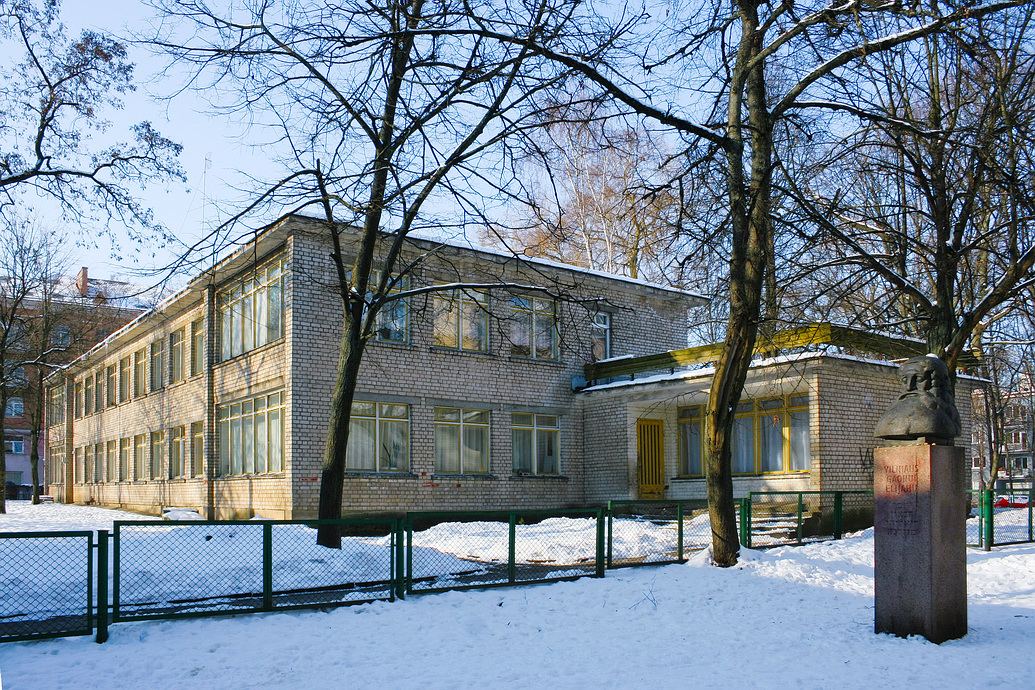
Будівля початкової школи на місці старої синагоги. На передньому плані — пам'ятник Віленському Гаону
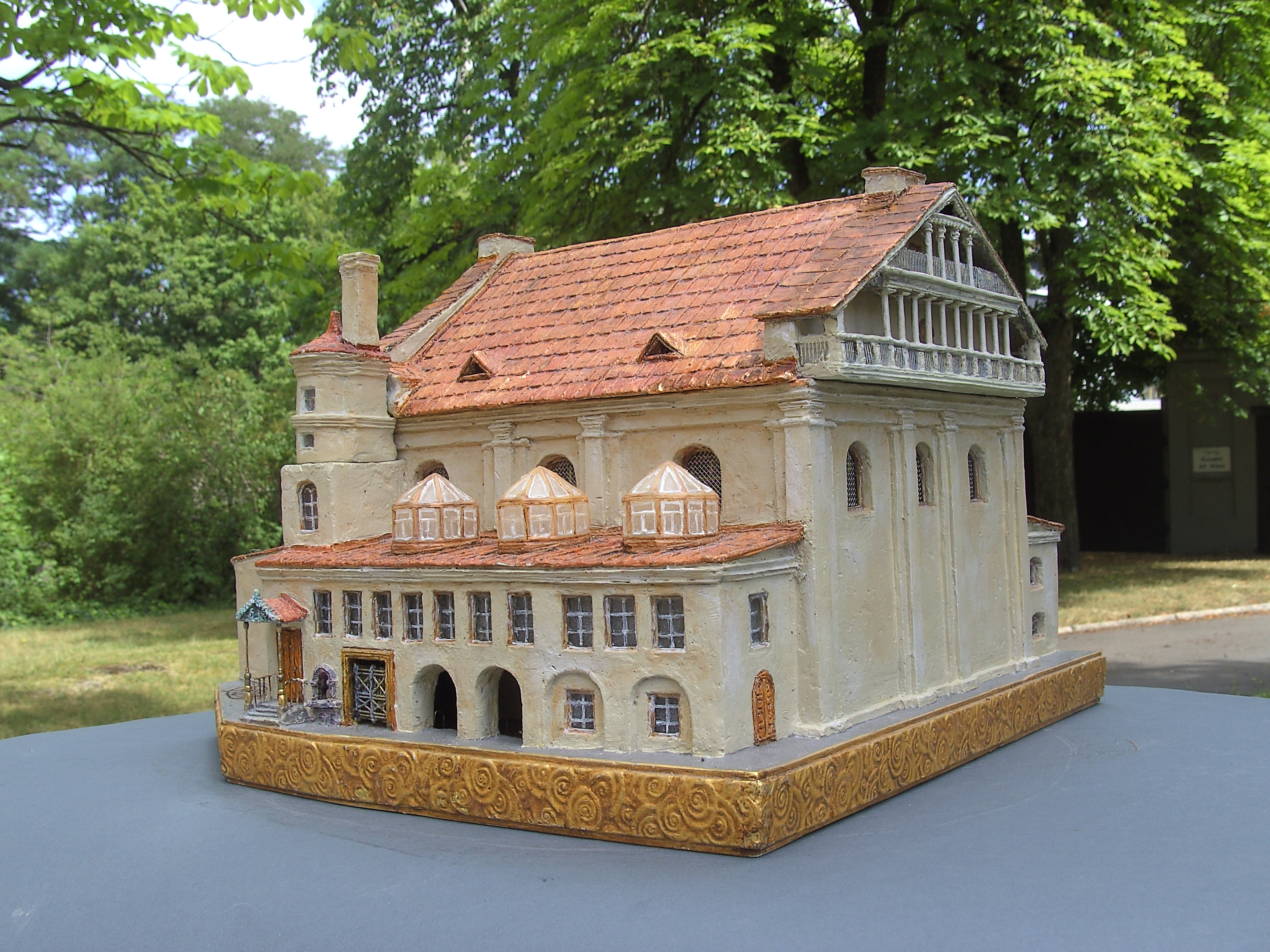
Модель синагоги, 2018
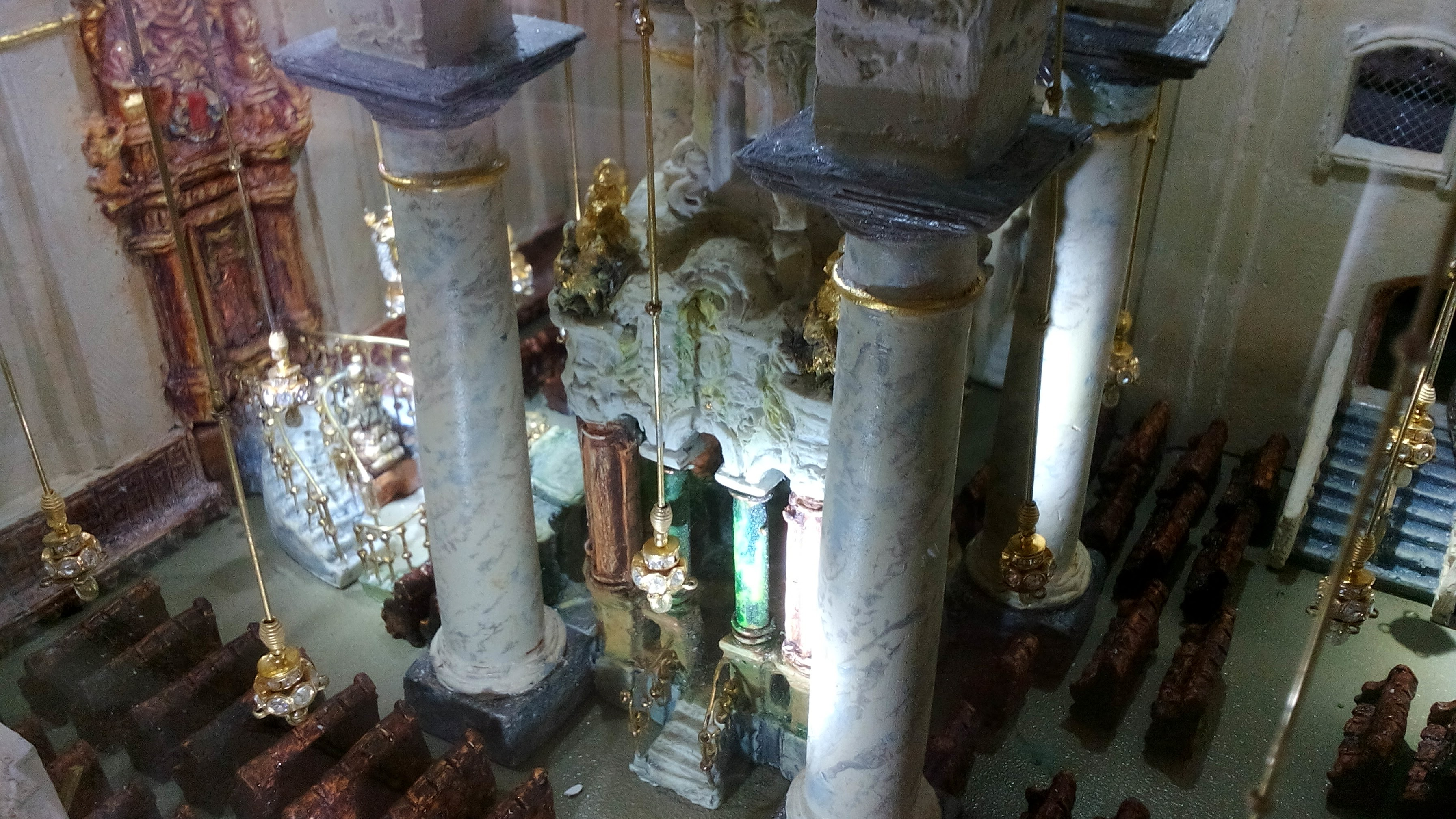
Модель синагоги, інтер'єр, 2018